# Clères
Clères és un municipi francès situat al departament del Sena Marítim i a la regió de Normandia. L'any 2007 tenia 1.308 habitants.

## Demografia

### Població
El 2007 la població de fet de Clères era de 1.308 persones. Hi havia 522 famílies de les quals 124 eren unipersonals (68 homes vivint sols i 56 dones vivint soles), 163 parelles sense fills, 203 parelles amb fills i 32 famílies monoparentals amb fills.
La població ha evolucionat segons el següent gràfic:
Habitants censats

### Habitatges
El 2007 hi havia 570 habitatges, 529 eren l'habitatge principal de la família, 7 eren segones residències i 34 estaven desocupats. 438 eren cases i 132 eren apartaments. Dels 529 habitatges principals, 356 estaven ocupats pels seus propietaris, 165 estaven llogats i ocupats pels llogaters i 8 estaven cedits a títol gratuït; 11 tenien una cambra, 37 en tenien dues, 97 en tenien tres, 137 en tenien quatre i 247 en tenien cinc o més. 418 habitatges disposaven pel capbaix d'una plaça de pàrquing. A 249 habitatges hi havia un automòbil i a 222 n'hi havia dos o més.

### Piràmide de població
La piràmide de població per edats i sexe el 2009 era:
| Homes | Edats   | Dones |
| ----- | ------- | ----- |
| 0     | 95 o +  | 0     |
| 4     | 90 a 94 | 4     |
| 4     | 85 a 89 | 12    |
| 12    | 80 a 84 | 24    |
| 12    | 75 a 79 | 16    |
| 12    | 70 a 74 | 20    |
| 20    | 65 a 69 | 28    |
| 28    | 60 a 64 | 28    |
| 24    | 55 a 59 | 32    |
| 44    | 50 a 54 | 28    |
| 40    | 45 a 49 | 32    |
| 56    | 40 a 44 | 44    |
| 44    | 35 a 39 | 68    |
| 60    | 30 a 34 | 64    |
| 28    | 25 a 29 | 44    |
| 44    | 20 a 24 | 12    |
| 44    | 15 a 19 | 44    |
| 36    | 10 a 14 | 56    |
| 60    | 5 a 9   | 56    |
| 44    | 0 a 4   | 16    |

## Economia
El 2007 la població en edat de treballar era de 887 persones, 642 eren actives i 245 eren inactives. De les 642 persones actives 587 estaven ocupades (302 homes i 285 dones) i 55 estaven aturades (29 homes i 26 dones). De les 245 persones inactives 99 estaven jubilades, 79 estaven estudiant i 67 estaven classificades com a «altres inactius».

### Ingressos
El 2009 a Clères hi havia 532 unitats fiscals que integraven 1.298,5 persones, la mediana anual d'ingressos fiscals per persona era de 19.627 €.

### Activitats econòmiques
Dels 53 establiments que hi havia el 2007, 1 era d'una empresa extractiva, 2 d'empreses alimentàries, 2 d'empreses de fabricació d'altres productes industrials, 9 d'empreses de construcció, 13 d'empreses de comerç i reparació d'automòbils, 3 d'empreses de transport, 5 d'empreses d'hostatgeria i restauració, 1 d'una empresa d'informació i comunicació, 4 d'empreses financeres, 3 d'empreses immobiliàries, 2 d'empreses de serveis, 5 d'entitats de l'administració pública i 3 d'empreses classificades com a «altres activitats de serveis».
Dels 18 establiments de servei als particulars que hi havia el 2009, 1 era una oficina d'administració d'Hisenda pública, 1 oficina de correu, 1 funerària, 1 taller de reparació d'automòbils i de material agrícola, 2 paletes, 1 guixaire pintor, 1 fusteria, 2 lampisteries, 1 electricista, 1 empresa de construcció, 2 perruqueries i 4 restaurants.
Dels 7 establiments comercials que hi havia el 2009, 2 eren botiges de menys de 120 m², 2 fleques, 1 una fleca, 1 una peixateria i 1 una joieria.
L'any 2000 a Clères hi havia 10 explotacions agrícoles que ocupaven un total de 246 hectàrees.

## Equipaments sanitaris i escolars
L'únic equipament sanitari que hi havia el 2009 era una farmàcia.
El 2009 hi havia 1 escola maternal i 1 escola elemental. Clères disposava d'un col·legi d'educació secundària amb 461 alumnes.

## Poblacions més properes
El següent diagrama mostra les poblacions més properes.